# Даниельсен, Хенрик
Хенрик Даниельсен (дат. Henrik Danielsen; род. 21 января 1966, Нюкёбинг) — исландский и датский шахматист, гроссмейстер (1996). Чемпион Исландии (2009). В составе сборной Дании — участник Олимпиад (1992, 1994, 1996) и командного чемпионата Европы 1992. В составе сборной Исландии — участник Олимпиад (2006—2008, 2012) и командных чемпионатов Европы (2007, 2011, 2013, 2015). В составе датской команды «SK34 Nykøbing F» — участник клубного кубка Европы (1999). Участник чемпионата Европы 2010.

## Таблица результатов
| Год  | Город   | Турнир         | + | − | = | Результат |
| ---- | ------- | -------------- | - | - | - | --------- |
| 1992 | Манила  | 30-я олимпиада | 4 | 2 | 5 | 6½ из 11  |
| 1994 | Москва  | 31-я олимпиада | 2 | 1 | 3 | 3½ из 6   |
| 1996 | Ереван  | 32-я олимпиада | 4 | 3 | 5 | 6½ из 12  |
| 2006 | Турин   | 37-я олимпиада | 3 | 2 | 3 | 4½ из 8   |
| 2008 | Дрезден | 38-я олимпиада | 4 | 4 | 1 | 4½ из 9   |
| 2012 | Стамбул | 40-я олимпиада | 4 | 3 | 2 | 5 из 9    |